# The Collector (film, 2009)
Pour les articles homonymes, voir The Collector.
Série
The Collection
(2012)
Pour plus de détails, voir Fiche technique et Distribution.
The Collector, ou Le collectionneur sadique au Québec, est un film d'horreur américain écrit et réalisé par Marcus Dunstan, sorti en 2009.
À l'origine, le titre devait être The Midnight Man (L'Homme de Minuit), un script étant prévu pour une préquelle de la Saga Saw, à laquelle les producteurs étaient opposés.

## Synopsis
Arkin, ouvrier le jour et cambrioleur la nuit, pénètre un soir par effraction dans la maison de campagne d'un courtier en joaillerie qu'il pense en voyage avec les siens. Il espère y dérober de quoi rembourser les dettes de son ex-femme qui élève seule leur fille. Malheureusement, la demeure s'avère truffée de pièges vicieux posés par un individu masqué qui y retient les propriétaires prisonniers pour mieux les torturer. S'engage alors un chassé-croisé mortel où Arkin va tenter de libérer l'entière famille tout en essayant d'échapper lui-même à un tueur en série retors surnommé le collectionneur…
Tout au long du film, la plupart des membres de la famille sont assassinés par le tueur masqué :
Michael Chase, père et époux, est retrouvé par Arkin dans la cave, ligoté à une chaise, le visage mutilé. Suppliant Arkin de sauver sa femme, Victoria, qui s'avère être elle aussi prisonnière du collectionneur, Michael sera de nouveau torturé par le psychopathe masqué. Il sera finalement retrouvé par Arkin, suspendu au plafond, enrobé dans du tissu blanc, les entrailles déversées au sol.
Victoria Chase, mère et épouse, semble s'être endormie lorsqu'Arkin la découvre menottée à une baignoire. Ses yeux sont bandés. Elle perd rapidement son sang froid quand elle apprend qu'elle est la proie d'un tueur en série sadique, mais Arkin la délivre et la conjure de se maîtriser s'il elle veut survivre, après quoi il lui demande de le suivre sans faire de bruit et de garder les yeux rivés sur son dos. Mais alors que les deux progressent dans la cave, Victoria, qui marchait pieds nus, sursaute après avoir foulé une flaque de sang, découvrant avec effroi la carcasse atrocement mutilée de son mari Michael. Prise de panique, elle hurle et se précipite vers les escaliers de la cave donnant sur le salon, mais sa course est immédiatement compromise par le collectionneur, qui la poignarde de plusieurs coups de couteau. Victoria mourra dans la douleur, se vidant de son sang pendant que le tueur masqué lui coud la bouche tout en enregistrant ses hurlements. 
Jill Chase, jeune dévergondée et fille aînée des deux parents, ne se trouve pas dans la maison au moment des meurtres. Elle flirte avec son petit-ami, Chad, dans une voiture non loin des lieux. Tous les deux rentrent dans la demeure pour faire l'amour, la pensant vide. Leur ébat sera interrompu par le collectionneur, qui assistait insidieusement à la scène avec un air pervers. Chad tente de neutraliser l'homme masqué avec un coup de poing, mais se fera transpercer la main par le couteau du tueur. Il est ensuite bousculé par ce dernier, et tombe dans un par terre de piège à ours qui lui broient la plupart de ses membres, y compris la tête. Jill sera ligotée par le collectionneur à l'aide de fils de fer barbelés. Arkin, désireux de la sauver, actionne un minuteur pour faire diversion et attirer l'attention du tueur. Il y parvient et délivre la jeune femme, mais celle-ci, dans un geste de désespoir, s'empare d'une paire de ciseaux qui avait été au préalable reliée à un fil. En actionnant le piège, Jill est violemment projetée sur un mur où des dizaines de clous avaient été plantés. Elle meurt sur le coup. 
Hannah, jeune fille de 8 ans, s'était cachée au moment où le collectionneur a pris d'assaut la maison. Sa mère s'inquiétait pour elle, et Arkin la recherchait en l'appelant. Mais elle ne sera retrouvée par le cambrioleur qu'une fois sa famille assassinée, lorsqu'Arkin s'échappa de la demeure en brisant une vitre à l'étage. Désireux de sauver l'enfant, Arkin se réintroduit dans la maison pour sauver Hannah après une course poursuite avec le collectionneur, qui projette de l'enlever. Elle est la seule à suivre les instructions d'Arkin et à pouvoir éviter la plupart des pièges filaires en raison de sa petite taille. Elle assistera impuissante aux tortures subies par Arkin dans la cave, cachée sous un bureau. Mais elle s'en sortira vivante, extirpée de la maison par Arkin, qui survivra grièvement blessé. La police place alors Hannah en lieu sûr.

## Fiche technique
- Titre original : The Collector
- Titre québécois : Le collectionneur sadique
- Réalisation : Marcus Dunstan
- Scénario : Marcus Dunstan et Patrick Melton
- Musique : Jerome Dillon
- Photographie : Brandon Cox
- Montage : Alex Luna, James Mastracco et Howard E. Smith
- Directeur artistique : Michael Barton
- Décors : Marina Starec
- Costumes : Ashlyn Angel
- Production : Brett Forbes, Julie Richardson et Patrick Rizzotti
- Société de production : Fortress Films
- Société de distribution : Liddell Entertainment
- Budget :  +3 000 000 de dollars[3],[4]
- Pays de production : États-Unis
- Langue originale : anglais
- Format : couleur - 2.35 : 1 • 35 mm • Cinemascope • Dolby Digital DTS
- Genre : Horreur
- Durée : 90 minutes
- Dates de sortie :
  - États-Unis : 31 juillet 2009
  - Canada : 30 octobre 2009
  - France : 21 juillet 2010 (DVD et Blu-ray)
- Interdit aux moins de 16 ans lors de sa sortie en France

## Distribution
Légende : VFB = Version Francophone Belge[réf. nécessaire] et VQ = Version Québécoise
- Josh Stewart (VFB : Marc Weiss ; VQ : Éric Bruneau) : Arkin
- Karley Scott Collins (VFB : Elsa Poisot ; VQ : Ludivine Reding) : Hannah
- Madeline Zima (VFB : Audrey d'Hulstère ; VQ : Catherine Brunet) : Jill
- Andrea Roth (VFB : Nathalie Stas ; VQ : Camille Cyr-Desmarais) : Victoria
- Daniella Alonso (VFB : Valérie Muzzi) : Lisa
- Robert Wisdom (VFB : Patrick Brüll) : Roy
- Michael Reilly Burke (VFB : Franck Dacquin ; VQ : Gilbert Lachance) : Michael
- William Prael (VFB : Alain Perpète ; VQ : Denis Gravereaux) : Larry
- Juan Fernández (en) : L'Homme / Le Collectionneur
- Diane Goldner : Gena Wharton
- Alex Feldman : Chad
- Michael Showers : Un acteur
- Bill Stinchcomb : Le patron du bar

## Production

### Développement
The Collector, à l'origine, s'appelait The Thief et devait être un court-métrage pour lequel Patrick Melton et Marcus Dunstan écrivent en 1999 à l'école de cinéma à l'Université de l'Iowa, mais devient un long-métrage avec un nouveau titre provisoire The Midnight Man à la suite d'une évolution du concept au cours des années. Ceux-ci ont vendu le scénario en 2005, année de la sortie Feast de John Gulager sur le script de ces deux scénaristes, à Fortress Features en compagnie de Dimension Films qui produira aussitôt le film, puis a été acheté par Liddell Entertainment pour la distribution en salles.
une suite qui s'intitule The Collection est sortie le 30 novembre 2012

### Tournage
Au lieu d'utiliser la Sony HDW-F900 en raison de sa grande taille, le film a été tourné à Louisiana, à Mansfield et à Shreveport aux États-Unis avec la caméra 16 mm grâce à laquelle le réalisateur pouvait se déplacer dans de différents endroits sombres.

### Musique
I Feel You de Depeche Mode est repris dans un strip bar dans lequel se rend Arkin, ainsi que l'intro de Dead Bodies Everywhere de Korn au moment où le tueur en série apparait pour la première fois dans la maison.
Jérôme Dillon, ancien membre du groupe industriel américain Nine Inch Nails, compose la totalité des musiques d'ambiance du film. La  bande son rappelle les anciens films d'angoisse américains, dans lesquels les musiques misent sur le stress et le rythme pour assurer une certaine efficacité.